# Moon Mullins
Moon Mullins ist ein US-amerikanischer Comic-Strip, der von 1923 bis 1991 erschien. Er wurde von Frank Willard und Ferd Johnson gezeichnet.

## Handlung
Moon (Abkürzung für Moonshine) Mullins ist ein streitbarer Charakter, der sich gerne in Kneipen, in Billard-Salons und auf Sportarenen herumtreibt. Weitere Figuren sind seine Vermieterin Emmy Schmaltz, die Köchin Mamie und ihr Ehemann Willie, Moons jüngerer Bruder Kayo und der Engländer Lord Plushbottom. Standen zunächst Boxkämpfe im Mittelpunkt des Geschehens, so wurde die Handlung später ins Zirkusmilieu verlegt.

## Veröffentlichung und Zeichner
Joseph Medill Patterson wollte für das von ihm geführte Zeitungssyndikat einen ähnlichen Comicstrip wie Barney Google und versuchte, dessen Zeichner Billy DeBeck abzuwerben. Weil das fehlschlug, engagierte er im Jahr 1923 den Zeichner Frank Willard. Dieser hatte im Jahr 1920 kurzzeitig mit DeBeck an Barney Google zusammengearbeitet. Der erste daily strip von Moon Mullins erschien am 19. Juni 1923, die zugehörige Sonntagsseite debütierte am 9. September desselben Jahres. Nach Willards Tod im Jahr 1958 übernahm sein langjähriger Assistent Ferd Johnson den Strip und führte ihn bis zu dessen Beendigung im Jahr 1991 fort; in den letzten Jahren unterstützt von seinem Sohn Tom.
Auf dem Höhepunkt seiner Verbreitung wurde Moon Mullins von mehr als 250 Zeitungen abonniert. Darüber hinaus erschienen zwei Bücher, ein Brettspiel der Milton Bradley Company und eine Radioadaption auf der Basis von Moon Mullins. In der Zeichentrick-Reihe Archie's TV Funnies, die im Jahr 1971 startete, war Moon Mullins als Nebencharakter vertreten.